# Calophasia almoravida
Calophasia almoravida là một loài bướm đêm trong họ Noctuidae.